# Gwbert-on-Sea
Gwbert-on-Sea o semplicemente Gwbert (pron.: [ˈɡubɛrt]) è un villaggio costiero del Galles sud-occidentale, facente parte della contea di Ceredigion (contea tradizionale: Dyfed) ed affacciato sulla baia di Cardigan (Mare d'Irlanda), nei pressi dell'estuario del fiume Teifi. Dal punto di vista amministrativo, si tratta di una frazione della community di Y Ferwig.

## Etimologia
Il toponimo Gwbert deriva forse dal nome di un santo, San Cuberto.

## Geografia fisica

### Collocazione
Gwbert-on-Sea si trova nella parte meridionale della contea del Ceredigion, al confine con il Pembrokeshire, a circa 2 miglia a nord di Cardigan, di cui secondo molti costituirebbe una sorta di sobborgo
Al largo della località, posta su una scogliera, si trova Cardigan Island.

## Economia

### Turismo
La località è frequentata dagli amanti degli sport acquatici, come windsurf, ecc.